# Diccionario biográfico internacional de escritores y artistas del siglo XIX
El Diccionario biográfico internacional de escritores y artistas del siglo XIX es una obra de Carlos Frontaura y Vázquez y Manuel Ossorio y Bernard, publicada por primera vez en 1890.

## Descripción
La obra, de 1890 e impresa en dos tomos en la Imprenta y Librería de Miguel Guijarro, contiene breves extractos biográficos de personas que a lo largo y ancho de todo el mundo se han entregado a las artes o a la pluma. En la propia portada, se dice del diccionario que es «el más completo entre los de su género, indispensable en la biblioteca de toda persona ilustrada y amante de las letras y las artes, ilustrado con más de mil retratos» y se indica que «contiene multitud de biografías y preferentemente las de todos los escritores y artistas españoles y americanos». Algunas de las reseñas van acompañadas del retrato del biografiado. Ossorio y Bernard venía de publicar pocos años antes una segunda versión, ampliada y completada, de su Galería biográfica de artistas españoles del siglo XIX, circunscrita a personas que se desempeñaron en el arte en España, pero con cientos de entradas biográficas. Frontaura, íntimo amigo de su coautor, había trabajado como él para diversas publicaciones periódicas y había dado a la imprenta variadas obras.